# Maria Leopoldina di Anhalt-Dessau
Maria Luisa di Anhalt-Dessau (Dessau, 18 novembre 1746 – Detmold, 15 aprile 1769) fu una principessa del Anhalt-Dessau per nascita, e contessa di Lippe-Detmold per matrimonio dal 1765 fino alla morte.

## Biografia
Era figlia di Leopoldo II di Anhalt-Dessau, principe di Anhalt-Dessau dal 1747 al 1751, e di Gisella Agnese di Anhalt-Köthen.
Ebbe modo di conoscere James Boswell, in visita presso la corte di Dessau nel settembre del 1764.
Fu data in sposa diciannovenne a Simone Augusto, principe di Lippe-Detmold dal 1734, che era rimasto vedovo nel 1764 di Luisa Polissena di Nassau-Weilburg. Il matrimonio, che sanciva l'unione dei Lippe con gli Ascanidi dell'Anhalt-Dessau, venne celebrato a Dessau il 28 settembre 1765.
Diede alla luce un solo figlio, contribuendo alla sopravvivenza del ramo dei Lippe-Detmold:
- Federico Guglielmo Leopoldo (Detmold, 2 dicembre 1767-Detmold, 4 aprile 1802), che sposò nel 1796 la principessa Paolina Cristina di Anhalt-Bernburg.

Maria Leopoldina morì a Detmold due anni dopo. Suo marito si risposò altre due volte ma non ebbe altri figli maschi cosicché alla sua morte nel 1782 ereditò il principato il figlio che aveva avuto dalla seconda moglie.

## Ascendenza
|                                           |                                         |                                           | Genitori                                          |  |  | Nonni |  |  | Bisnonni                                |  |  | Trisnonni                              |  |
|                                           |                                         |                                           |                                                   |  |  |       |  |  | 8. Giovanni Giorgio II di Anhalt-Dessau |  |  | 16. Giovanni Casimiro di Anhalt-Dessau |  |
|                                           |                                         |                                           |                                                   |  |  |       |  |  | 8. Giovanni Giorgio II di Anhalt-Dessau |  |  | 16. Giovanni Casimiro di Anhalt-Dessau |  |
|                                           |                                         | 17. Agnese d'Assia-Kassel                 |                                                   |  |  |       |  |  | 8. Giovanni Giorgio II di Anhalt-Dessau |  |  |                                        |  |
| 4. Leopoldo I di Anhalt-Dessau            |                                         |                                           |                                                   |  |  |       |  |  | 8. Giovanni Giorgio II di Anhalt-Dessau |  |  |                                        |  |
|                                           |                                         | 9. Enrichetta Caterina d'Orange           | 18. Federico Enrico d'Orange                      |  |  |       |  |  |                                         |  |  |                                        |  |
|                                           |                                         | 9. Enrichetta Caterina d'Orange           | 18. Federico Enrico d'Orange                      |  |  |       |  |  |                                         |  |  |                                        |  |
|                                           |                                         | 9. Enrichetta Caterina d'Orange           | 19. Amalia di Solms-Braunfels                     |  |  |       |  |  |                                         |  |  |                                        |  |
| 2. Leopoldo II di Anhalt-Dessau           |                                         | 9. Enrichetta Caterina d'Orange           |                                                   |  |  |       |  |  |                                         |  |  |                                        |  |
|                                           |                                         | 10. Rodolfo Föhse                         | 20. Cristoforo Föse                               |  |  |       |  |  |                                         |  |  |                                        |  |
|                                           |                                         | 10. Rodolfo Föhse                         | 20. Cristoforo Föse                               |  |  |       |  |  |                                         |  |  |                                        |  |
|                                           |                                         | 10. Rodolfo Föhse                         | 21. Eleonora Blandina Schulze                     |  |  |       |  |  |                                         |  |  |                                        |  |
| 5. Anna Luisa Föhse                       |                                         | 10. Rodolfo Föhse                         |                                                   |  |  |       |  |  |                                         |  |  |                                        |  |
|                                           |                                         | 11. Agnese Ohme                           | 22. Giovanni Ohme                                 |  |  |       |  |  |                                         |  |  |                                        |  |
|                                           |                                         | 11. Agnese Ohme                           | 22. Giovanni Ohme                                 |  |  |       |  |  |                                         |  |  |                                        |  |
|                                           |                                         | 11. Agnese Ohme                           | 23. Anna Betken                                   |  |  |       |  |  |                                         |  |  |                                        |  |
| 1. Maria Leopoldina di Anhalt-Dessau      |                                         | 11. Agnese Ohme                           |                                                   |  |  |       |  |  |                                         |  |  |                                        |  |
|                                           | 12. Emmanuele Lebrecht di Anhalt-Köthen | 24. Emmanuele di Anhalt-Köthen            |                                                   |  |  |       |  |  |                                         |  |  |                                        |  |
|                                           | 12. Emmanuele Lebrecht di Anhalt-Köthen | 24. Emmanuele di Anhalt-Köthen            |                                                   |  |  |       |  |  |                                         |  |  |                                        |  |
|                                           | 12. Emmanuele Lebrecht di Anhalt-Köthen | 25. Anna Eleonora di Stolberg-Wernigerode |                                                   |  |  |       |  |  |                                         |  |  |                                        |  |
| 6. Leopoldo di Anhalt-Köthen              | 12. Emmanuele Lebrecht di Anhalt-Köthen |                                           |                                                   |  |  |       |  |  |                                         |  |  |                                        |  |
|                                           |                                         | 13. Gisella Agnese von Rath               | 26. Balthasar Guglielmo von Rath                  |  |  |       |  |  |                                         |  |  |                                        |  |
|                                           |                                         | 13. Gisella Agnese von Rath               | 26. Balthasar Guglielmo von Rath                  |  |  |       |  |  |                                         |  |  |                                        |  |
|                                           |                                         | 13. Gisella Agnese von Rath               | 27. Maddalena Dorotea von Wuthenau                |  |  |       |  |  |                                         |  |  |                                        |  |
| 3. Gisella Agnese di Anhalt-Köthen        |                                         | 13. Gisella Agnese von Rath               |                                                   |  |  |       |  |  |                                         |  |  |                                        |  |
|                                           |                                         | 14. Carlo Federico di Anhalt-Bernburg     | 28. Vittorio Amedeo di Anhalt-Bernburg            |  |  |       |  |  |                                         |  |  |                                        |  |
|                                           |                                         | 14. Carlo Federico di Anhalt-Bernburg     | 28. Vittorio Amedeo di Anhalt-Bernburg            |  |  |       |  |  |                                         |  |  |                                        |  |
|                                           |                                         | 14. Carlo Federico di Anhalt-Bernburg     | 29. Elisabetta del Palatinato-Zweibrücken-Veldenz |  |  |       |  |  |                                         |  |  |                                        |  |
| 7. Federica Enrichetta di Anhalt-Bernburg |                                         | 14. Carlo Federico di Anhalt-Bernburg     |                                                   |  |  |       |  |  |                                         |  |  |                                        |  |
|                                           |                                         | 15. Sofia Albertina di Solms-Sonnenwalde  | 30. Giorgio Federico di Solms-Sonnenwalde         |  |  |       |  |  |                                         |  |  |                                        |  |
|                                           |                                         | 15. Sofia Albertina di Solms-Sonnenwalde  | 30. Giorgio Federico di Solms-Sonnenwalde         |  |  |       |  |  |                                         |  |  |                                        |  |
|                                           |                                         | 15. Sofia Albertina di Solms-Sonnenwalde  | 31. Anna Sofia di Anhalt-Bernburg                 |  |  |       |  |  |                                         |  |  |                                        |  |
|                                           |                                         | 15. Sofia Albertina di Solms-Sonnenwalde  |                                                   |  |  |       |  |  |                                         |  |  |                                        |  |